# 赫爾冰川

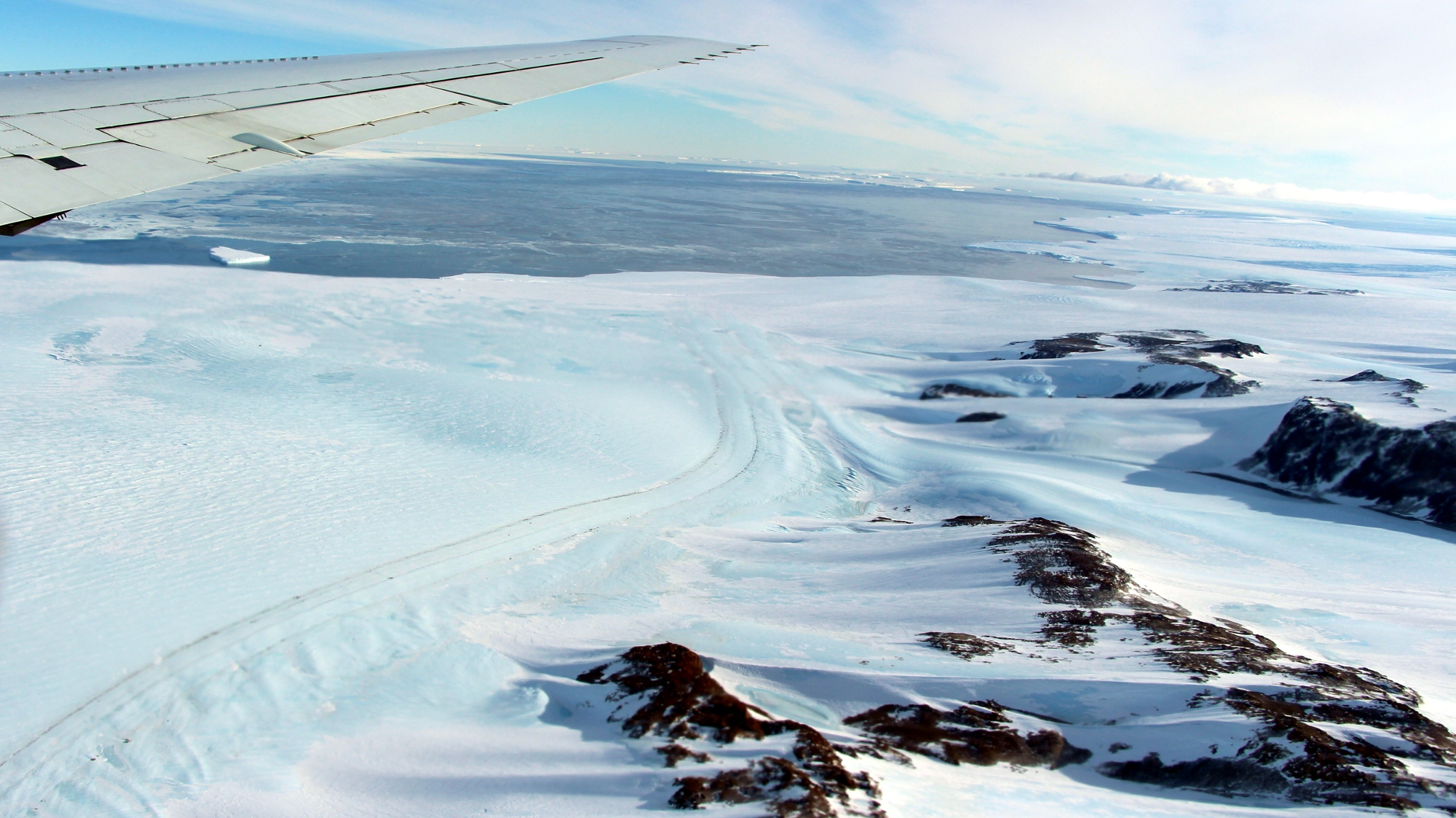

75°5′S 137°15′W / 75.083°S 137.250°W
赫爾冰川（英語：Hull Glacier）是南極洲的冰川，位於瑪麗伯德地，全長約65公里，流經賈爾斯山和格雷山，最終注入赫爾灣，由美國的研究隊發現，該冰川以美國國務卿命名。